# Udonchus monohystera
Udonchus monohystera is een rondwormensoort uit de familie van de Rhabdolaimidae. De wetenschappelijke naam van de soort is voor het eerst geldig gepubliceerd in 1915 door Micoletzky.